# هاينريش موس
هاينريش موس (1895 – 1 يونيو 1976) هو مبارز بالسيف ألماني راحل، مثّل بلاده في الألعاب الأولمبية الصيفية 1928.

## روابط رياضية
هاينريش موس على موقع أوليمبيديا (الإنجليزية)